# Cryphia amoenissima
Cryphia amoenissima är en fjärilsart som beskrevs av Turati 1909. Cryphia amoenissima ingår i släktet Cryphia och familjen nattflyn. Inga underarter finns listade i Catalogue of Life.